# Aiantides von Lampsakos
Aiantides war ein Tyrann der antiken griechischen Stadt Lampsakos. Er war Sohn des Tyrannen Hippoklos und heiratete Archedike, eine Tochter des athenischen Tyrannen Hippias, deren bei Thukydides zitierte Grabinschrift sie als Tochter, Ehefrau, Schwester und Mutter von Tyrannen bezeichnet. Aiantides nahm seinen Schwiegervater Hippias bei sich auf, als dieser 510 v. Chr. aus Athen vertrieben wurde.